# Monthyon
Monthyon ist eine französische Gemeinde mit 1.747 Einwohnern (Stand: 1. Januar 2022) im Département Seine-et-Marne in der Region Île-de-France. Sie gehört zum Arrondissement Meaux und zum Kanton Claye-Souilly (bis 2015: Kanton Dammartin-en-Goële). Die Einwohner werden Monthyonnais genannt.

## Geographie
Monthyon liegt etwa 39 Kilometer ostnordöstlich von Paris. Umgeben wird Monthyon von den Nachbargemeinden Gesvres-le-Chapitre im Norden, Barcy im Osten, Penchard im Südosten, Chauconin-Neufmontiers im Süden, Le Plessis-l’Évêque im Westen sowie Saint-Soupplets im Nordwesten.
Durch die Gemeinde führt die Route nationale 330.

## Bevölkerungsentwicklung
| Jahr                      | 1962 | 1968 | 1975 | 1982 | 1990 | 1999 | 2006 | 2012 |
| Einwohner                 | 769  | 792  | 858  | 1039 | 1176 | 1337 | 1604 | 1652 |
| Quelle: Cassini und INSEE |      |      |      |      |      |      |      |      |

## Sehenswürdigkeiten
- Kirche Saint-Georges aus dem 16. Jahrhundert (siehe auch: Liste der Monuments historiques in Monthyon)
- Schloss Monthyon aus dem 17./18. Jahrhundert, an der früheren Burg aus dem 12. Jahrhundert errichtet
- Gutshof L’Hôpital
- Villa La Grimpette, Anfang des 19. Jahrhunderts erbaut

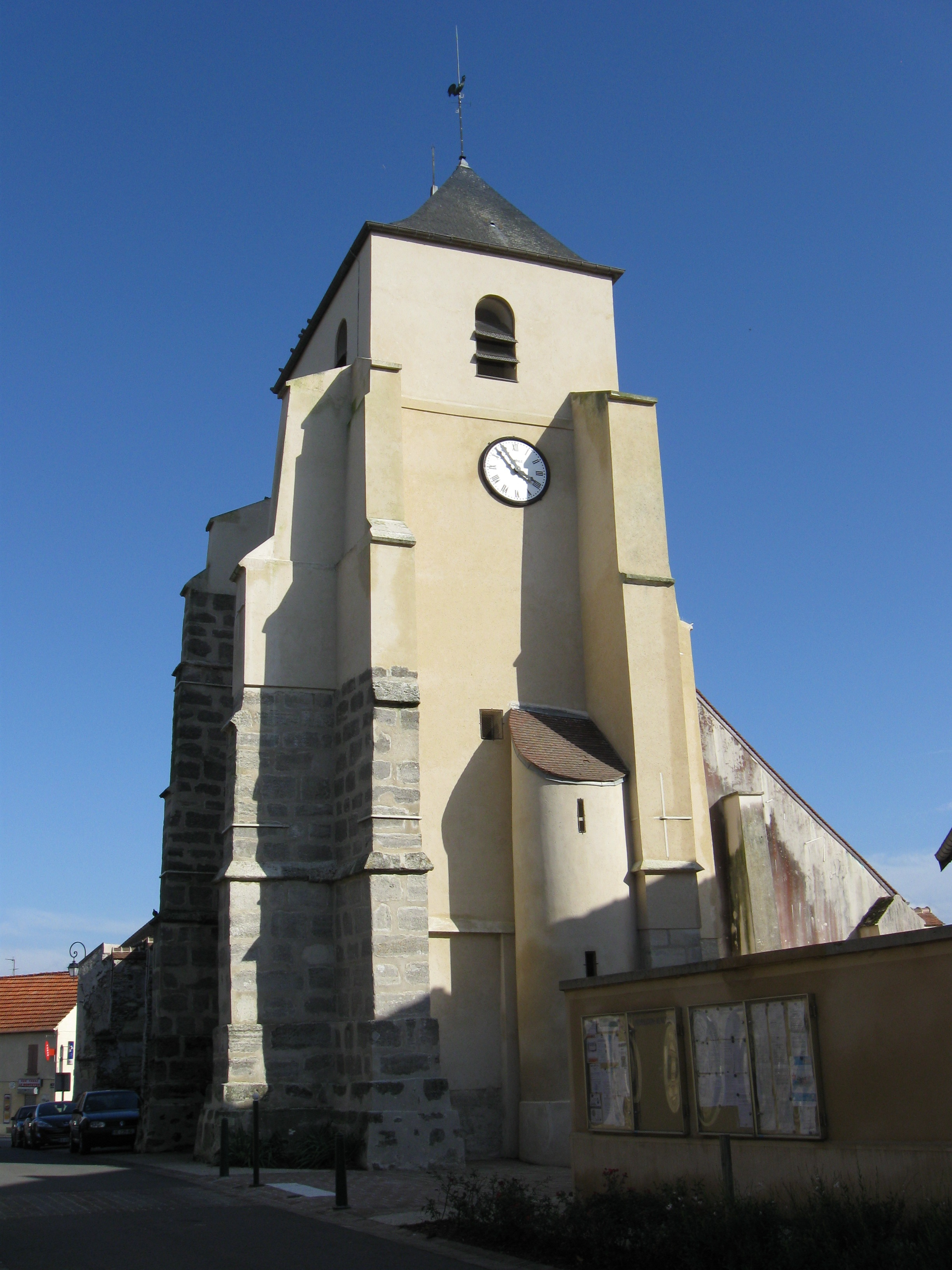
Kirche Saint-Georges
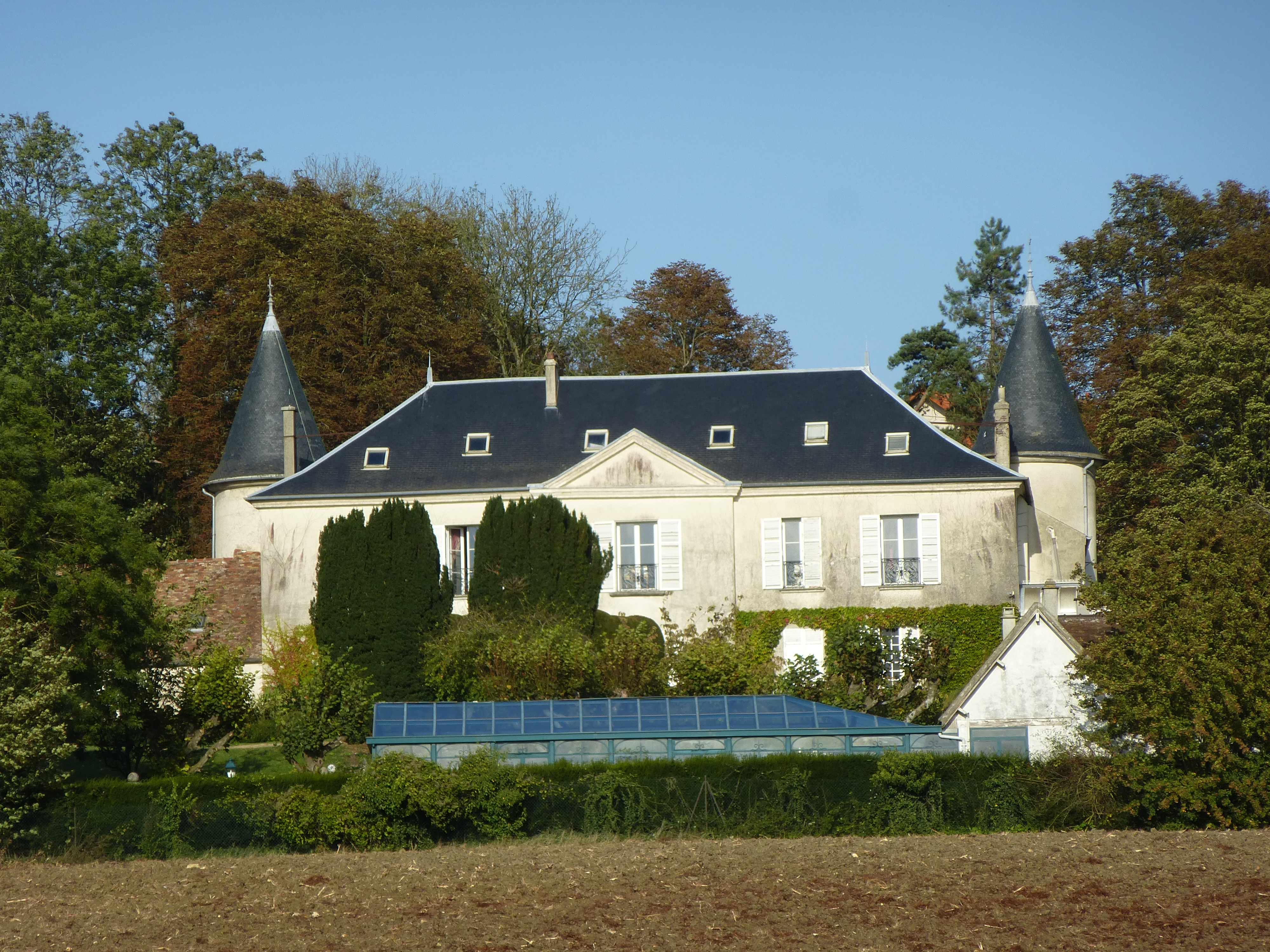
Schloss Montyon
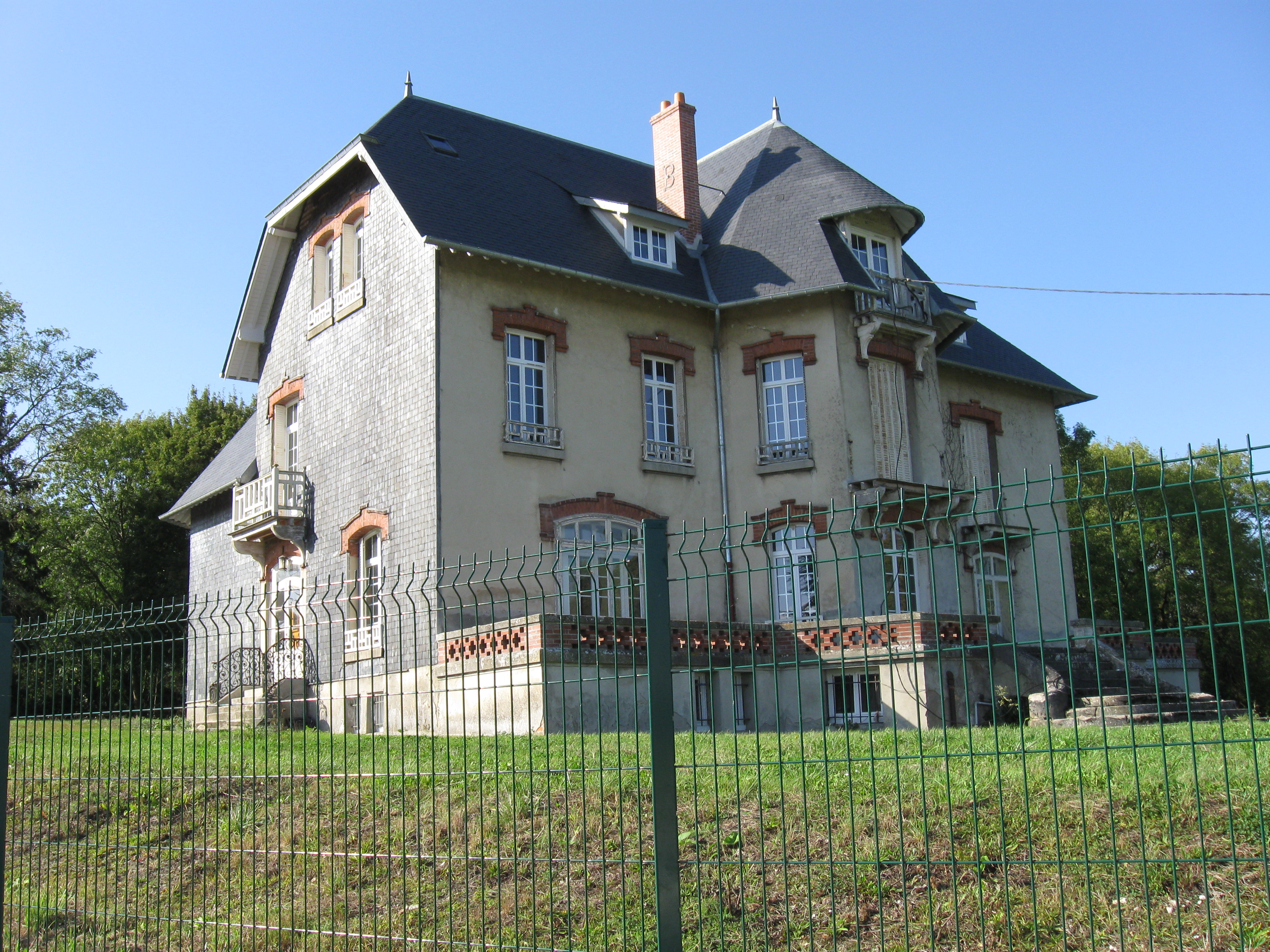
Villa La Grimpette

## Persönlichkeiten
- Antoine Jean Baptiste Robert Auget de Montyon (1733–1820), Ökonom
- Eugène Boch (1855–1941), Maler
- Jacques Chazot (1928–1993), Schriftsteller und Tänzer
- Jean-Claude Brialy (1933–2007), Schauspieler und Regisseur, dort gestorben